# NGC 4464
NGC 4464 је спирална галаксија у сазвежђу Девица која се налази на NGC листи објеката дубоког неба.
Деклинација објекта је + 8° 9' 25" а ректасцензија 12h 29m 21,2s. Привидна величина (магнитуда) објекта NGC 4464 износи 12,8 а фотографска магнитуда 13,6. Налази се на удаљености од 14,950 милиона парсека од Сунца. NGC 4464 је још познат и под ознакама UGC 7619, MCG 1-32-78, CGCG 42-128, VCC 1178, PGC 41148.